# Lyophyllopsis keralensis
Lyophyllopsis keralensis — вид базидіомікотових грибів родини ліофілових (Lyophyllaceae) порядку агарикальних (Agaricales).

## Поширення
Ендемік Індії.